# Симбирский 24-й пехотный полк
24-й пехотный Симбирский генерала Неверовского полк — пехотная воинская часть Русской императорской армии.
Старшинство формирования с 6 ноября 1811 года. Полковой праздник — 29 июня. С 1819 года по 1918 год пехотный полк входил в состав 6-й пехотной дивизии.

## Дислокация
- 1820 год — Таганрог. Второй батальон в Вознесенске при поселенной Бугской уланской дивизии[1].
- 1890 — 1914 годы — Салтыковский штаб, Остров, Ломжинской губернии[2][3], Привислинский край.

## История
- 19 октября 1811 года — Симбирский пехотный полк сформирован в Москве из двух рот Углицкого пехотного, трёх рот Московского, двух рот Архангелогородского и одной роты Казанского гарнизонных полков.
- В конце 1811 года формирование вошло в состав 27-й пехотной дивизии — «Московская Гвардия»[4].
- 1812 году — Полк участвовал в Отечественной войне 1812 года.
  - Во время Бородинского сражения полк защищал Шевардинский редут.
- 1820 году — Полк участвовал в подавлении крестьянского бунта (восстания) на реке Миус.
- В 1828 — 1829 годы — Полк участвовал в Русско-турецкой войне (1828—1829).[5]
- 28 января 1833 года — Присоединён 12-й Егерский полк. Полк переименован в Симбирский егерский.
- 1853 — 1856 годы — Полк участвовал в Крымской кампании.
- 17 апреля 1856 года — Симбирский пехотный полк.
- 6 апреля 1863 года — Из 4-го резервного батальона и бессрочно-отпускных 5-го и 6-го батальонов сформирован Симбирский резервный полк, в том же году переименованный в Саратовский пехотный[6].
- 25 марта 1864 года — 24-й пехотный Симбирский полк.
- 26 августа 1912 года — 24-й пехотный Симбирский генерала Неверовского полк.
- август — сентябрь 1914 года — В составе 2-й армии генерала Самсонова участвовал в Восточно-Прусской операции.
  - 10(23) — 11(24) августа 1914 года — Участвовал в бою у деревни Франкенау. Стал "именинником" этого победного боя[7].

Когда мы проходили через деревню Франкенау, пересекая её северную окраину, то увидели над одним домиком с освещенными окнами, слабо мерцающий фонарь. Я подъехал к дому — это оказался перевязочный пункт Симбирского полка. В центре небольшой группы офицеров Муромцев стоял врач и что то говорил нервным голосом. «Потери огромны. Через мой перевязочный пункт прошло около 600 человек, а сколько ещё не убранных» — и он начал перечислять фамилии убитых и раненых.

Бой протекал как на манёврах. Порыв и храбрость приводила прямо таки в восторг. Захлебываясь рассказывали, как искусно и неудержимо продвигались роты по открытой местности под ружейным и пулеметным огнём. Потери были все же очень велики, особенно в офицерах. В Симбирском полку сколько я помню выбыло больше половины ротных командиров. Командир полка был ранен, но остался в строю.— Воспоминания полковника Желондковского об участии в действиях XV корпуса во время операции армии ген. Самсонова
- 13(26) — 15(28) августа 1914 года — Участвовал в бою у озера Мюлен.
- Понеся серьёзные потери в боях 10(23) — 11(24) августа, 13(26) августа был выведен в резерв колонны начальника 6-й пехотной дивизии генерала Торклуса.

Из кадрового командного состава оставалось в строю к этому времени (вторая половина 1916 года) всего 3 офицера. Все баталионные и все ротные командиры ранены не менее, как по два раза. Старший из офицеров полка, командир II-го баталиона, полковник К., 49 лет ранен 4 раза; 3 раны тяжелые, дающие безусловное право на тыловую должность. Командир III б-на — подполковн. Б. ранен 3 раза признан годным лишь на нестроевую должность. Командир IV б-на — поручик Ф., 24 лет, 3 раза ранен. Весной 1916 года врачами признан безусловно подлежащим эвакуации, но категорически отказался уехать, мотивируя необходимость остаться приближением боевого периода и тем, что его «ещё на один бой станет». Последний месяц пребывания в полку мог обходить свой участок лишь поддерживаемый двумя ординарцами. Слег окончательно, был эвакуирован в Крым и через несколько недель умер от скоротечной чахотки. В числе ротных командиров полка был кадровый поручик с ампутированной выше щиколотки ногой. Прихал в полкъ без ведома воинского начальника, самовольно, и просил меня оставить его в полку, доказывая, что при позиционной войне, имея возможность довольно свободно ходить, благодаря протезу и палке, служить может. При штабе полка, как я ему предлагал, остаться не захотел. Кроме этого полного калеки, был ещё другой офицер (прапорщик из вольноопределяющихся) с отнятой кистью правой руки. Также нес отлично службу… 24 пех. Симбирский полк принадлежал к числу полков сильно потерпевших. Возможно, что процент раненых офицеров в рядах этого полка был выше, чем во многих других. Однако, насколько могу судить на основании знакомства с офицерским составом ряда пехотных полков, данная выше картина состояния офицерского состава нашей пехоты является типичной для второй половины войны.— В. Чернавин. К вопросу об офицерском составе Старой Русской Армии к концу её существования

## Полковой знак
Утверждён — 12.07.1912 г.
Серебряный двуглавый орёл под золотой короной, на груди которого герб города Симбирска (в синем поле на белом столбе золотая корона). Орёл лежит на серебряном венке, низ которого связан лентой светло-зелёной эмали, на которой золотом изображены юбилейные даты: «1811-1911». Под короной также светло-зелёная лента с золотым ободком. На хвосте орла белая литера «С», а под его крыльями два золотых вензеля Императоров Александра I и Николая II.

## Знамя
Во время отступления разбитой 2-й армии к границе в августе 1914 года смертельно раненый знаменщик передал знамя двум унтер-офицерам. Когда выяснилась невозможность пробиться, унтер-офицеры сняли знамя с древка, завернули полотнище в солдатскую шинель и зарыли его в цинковом ящике, тщательно отметив место. Оба унтер-офицера пробрались лесами в Россию и были произведены в прапорщики. В руки немцев попало древко с навершием, юбилейными лентами и скобой, найденное ими 18 августа у деревни Пушаловен, — до 1945 года оно хранилось в Берлинском Цейхгаузе, после чего было возвращено в Россию.

## Боевые отличия
1. поход за военные отличия в 1812 году[8].
2. знаки на шапки за кампании 1812—14 годов[8].
3. серебряные трубы за Русско-турецкую войну (1828—1829)[5][8]

## Шефы
Шефы или почётные командиры:
- 27.04.1812 — 01.09.1814 — полковник (с 30.08.1814 генерал-майор) П. С. Лашкарёв

## Командиры
(Командующий в дореволюционной терминологии означал временно исполняющего обязанности начальника или командира).
- 29.10.1811 — 27.04.1812 — полковник Лашкарёв, Павел Сергеевич
- 13.08.1812 — 12.12.1823 — подполковник (с 31.05.1815 полковник) Рындин, Филадельф Кириллович
- 12.12.1823 — 18.09.1829[9] — подполковник (с 25.12.1825 полковник) Атаев, Василий Фёдорович
- 18.09.1829 — 02.04.1833 — командующий подполковник Грудинин, Василий Павлович
- 02.04.1833 — 06.02.1837 — полковник фон Кауфман, Пётр Фёдорович
- 19.03.1837 — 08.11.1840 — полковник (с 14.04.1840 генерал-майор) Белявский, Константин Яковлевич
- 30.11.1840 — 18.03.1843 — полковник Патковский, Лаврентий Игнатьевич
- 18.03.1843 — 03.04.1849 — полковник Зволинский, Павел Войцехович
- 25.05.1849 — 21.06.1849 — полковник Масловский, Семён Осипович
- 21.06.1849 — 30.08.1861 — подполковник (с 02.04.1850 полковник) Развадовский, Константин Иванович[10]
- 30.08.1861 — 03.08.1865 — полковник Макаровский, Алексей Кириллович
- 03.08.1865 — 06.05.1869 — полковник Тванев, Александр Иванович
- 06.05.1869 — 21.04.1881 — полковник Крылов, Владимир Васильевич
- 05.05.1881 — 15.01.1885 — полковник Платонов, Павел Александрович
- 15.01.1885 — 19.04.1892 — полковник Гарновский, Пётр Иосифович
- 26.04.1892 — 22.03.1895 — полковник Арцишевский, Иван Игнатьевич
- 10.04.1895 — 24.10.1899 — полковник Пожидаев, Николай Прокофьевич
- 28.11.1899 — 09.02.1906 — полковник Квапишевский, Александр Иванович
- 09.02.1906 — 02.01.1908 — полковник Скерский, Александр Генрихович
- 23.01.1908 — 08.10.1913 — полковник Минченко, Андрей Алексеевич
- 08.10.1913 — 15.03.1914 — полковник Соколовский, Андрей Францевич
- 23.03.1914 — 25.01.1915 — полковник Писанко, Михаил Григорьевич
- хх.08.1914 — и.д. подполковник Околов-Кулак, Пётр Иванович
- 25.01.1915 — 17.10.1915 — полковник Ушаков, Константин Михайлович
- 29.11.1915 — 20.12.1916 — полковник Чернавин, Виктор Васильевич
- 07.01.1917 — 30.07.1917 — полковник Волков, Сергей Матвеевич
- 22.08.1917 — после 30.09.1917 — полковник Соболевский, Степан Яковлевич

## Известные люди, служившие в полку
- Д. И. Чекмарев[11]
- Василий Павлов
- Петерис Радзиньш